# ادی پلمان
ادی پلمان (انگلیسی: Eddy Peelman؛ زادهٔ ۸ اوت ۱۹۴۷ ‏(۷۷ سال)) دوچرخه‌سوار اهل بلژیک است.